# Свети Никола (Косел)
Вижте пояснителната страница за други значения на Свети Никола.
„Свети Никола“ (на македонска литературна норма: „Свети Никола“) е средновековна църква в охридското село Косел, Северна Македония. Църквата е част от Охридското архиерейско наместничество на Дебърско-Кичевската епархия на Македонската православна църква – Охридска архиепископия. Църквата е изградена и изписана в XV век. В 2013 година църквата е цялостно реставрирана и консервирана.
Църквата представлява еднокорабна, издължена сграда, която отвън завършва с ниска тристранна апсида и е засводена с полуобъл свод. Със своите малки размери и облик църквата „Свети Никола“ е сродна на повечето селски иззидани и грубо измазани паметници от XV век от околността на Охрид.
Фреските са силно повредени, особено на исзточния зид на олтарното пространство и в долната зона на южния зид. В основата си разпределението на образите отговаря на съдържанието на паметниците от Охридския кръг от средата на XV век. Изпъкват образите на Светата Троица в свода. Сред по-добре запазените композиции са Големите празници: Рождество Христово, Сретението, Кръщението и Възкресението Лазарево. На северния зид: Влизането в Йерусалим, Разпятието Христово, Слизането в ада, а целият цикъл завършва с Успението на Пресвета Богородица. Стилистичните свойства и особения ръкопис на зографа указват на известна личност. Фреските са дело на същия художник, който в 1487/1488 година изписва вътрешността на манастирския храм „Свети Димитър“ край Бобошево. Смята се, че това е един от по-талантливите ученици на работилницата, чиито майстори украсяват фасадата на „Св. св. Константин и Елена“ в Охрид и вътрешността на селската църква в село Баница.